# Riot!
Riot! è il secondo album dei Paramore, pubblicato il 12 giugno 2007 negli Stati Uniti dalla Fueled by Ramen e successivamente in tutto il mondo dalla Warner Bros. Records.

## Descrizione
Il disco segna il loro debutto anche in Europa, dove fino ad allora erano conosciuti solo nel Regno Unito. L'album, nonostante inizialmente non abbia avuto una pubblicazione estesa a tutto il mondo, ha riscosso un discreto successo, vendendo oltre 2.000.000 di copie in meno di tre anni, 37.000 delle quali raggiunte solo nella prima settimana di pubblicazione.
La sua pubblicazione è stata accompagnata dal singolo di successo internazionale Misery Business, sei volte disco di platino nei soli Stati Uniti.
Nell'aprile 2007 i Paramore hanno dato via al Riot! Tour, il loro primo tour mondiale, che si è protratto sino a dicembre 2008.
Nel 2017 l'album è stato inserito nella lista dei 50 migliori album pop punk secondo Rolling Stone, al settimo posto.

## Tracce
Testi e musiche di Hayley Williams e Josh Farro, eccetto dove indicato.
1. For a Pessimist, I'm Pretty Optimistic – 3:48
2. That's What You Get – 3:40 (Williams, J. Farro, York)
3. Hallelujah – 3:23
4. Misery Business – 3:31
5. When It Rains – 3:35 (Williams, J. Farro, Z. Farro)
6. Let the Flames Begin – 3:18
7. Miracle – 3:29
8. Crushcrushcrush – 3:09
9. We Are Broken – 3:38 (Williams, J. Farro, Bendeth)
10. Fences – 3:19 (Williams, J. Farro, Bendeth)
11. Born for This – 3:58

Tracce bonus nell'edizione speciale
1. When It Rains (Demo) – 3:24
2. Misery Business (Acoustic - Live from Q101 Chicago) – 3:17
3. Pressure (Acoustic - Live from Q101 Chicago) – 3:01
4. For a Pessimist, I'm Pretty Optimistic (Live from London) – 3:59
5. Born for This (Live from London) – 4:20

Traccia bonus nell'edizione su Hot Topic
1. Decoy – 3:17

Tracce bonus nell'edizione su Best Buy e su iTunes (UK)
1. Stop This Song (Lovesick Melody) – 3:23
2. Rewind (Demo) – 3:47
3. Emergency (Demo) – 4:23

Tracce bonus nell'edizione deluxe su iTunes
1. Misery Business (Acoustic Version) – 3:06
2. Pressure (Live from Anaheim) – 3:45
3. Misery Business (Live from London) – 3:47

## Formazione
Paramore
- Hayley Williams – voce, tastiera
- Josh Farro – chitarra, voce secondaria
- Jeremy Davis – basso, cori in That's What You Get, Crushcrushcrush e Born for This
- Zac Farro – batteria, percussioni, cori in That's What You Get, Crushcrushcrush e Born for This

Altri musicisti
- David Bendeth – sintetizzatore, programmazione, percussioni
- John Bender – arrangiamenti orchestrali in We Are Broken, cori in Hallelujah
- John Freund – organo in When It Rains e We Are Broken
- Sebastian Davin – piano in When It Rains, We Are Broken e Fences
- Boots – programmazione e percussioni in Hallelujah e Crushcrushcrush
- Brian Weaver – basso
- Kathleen Smith – cori in Hallelujah
- Steve Smith – cori in Hallelujah
- Taylor Robinson – cori in Born for This
- Derek Robinson – cori in Born for This
- Carl Del Buono – cori in Born for This
- Mary Bonney – cori in Born for This
- Kate Bonney – cori in Born for This
- Bekah Sheets – cori in Crushcrushcrush

Produzione
- David Bendeth – produzione, mixaggio
- John Bender – ingegneria acustica, editing digitale
- Dan Korneff – ingegneria acustica, editing digitale
- Kato Khandwala – ingegneria acustica
- Tim Flansbaum – ingegneria acustica (assistente), editing digitale
- Isaiah Abolin – ingegneria acustica (assistente)
- Wayne Davis – editing digitale in For a Pessimist, I'm Pretty Optimistic e Misery Business
- Ted Jensen – masterizzazione
- Mark Obriski – direzione artistica, design
- Josh Rothstein – fotografia
- Mark Mercado – management

## Classifiche

### Classifiche settimanali
| Classifica (2007)          | Posizione massima |
| -------------------------- | ----------------- |
| Irlanda                    | 53                |
| Regno Unito                | 24                |
| Regno Unito (rock & metal) | 1                 |
| Stati Uniti                | 15                |
| Stati Uniti (alternative)  | 2                 |
| Stati Uniti (digital)      | 15                |
| Stati Uniti (rock)         | 4                 |
| Classifica (2008)          | Posizione massima |
| Austria                    | 66                |
| Belgio (Fiandre)           | 59                |
| Finlandia                  | 26                |
| Giappone                   | 62                |
| Messico                    | 31                |
| Nuova Zelanda              | 15                |
| Paesi Bassi                | 61                |
| Classifica (2009)          | Posizione massima |
| Australia                  | 47                |

### Classifiche di fine anno
| Classifica (2007)         | Posizione |
| ------------------------- | --------- |
| Stati Uniti               | 55        |
| Stati Uniti (alternative) | 13        |
| Stati Uniti (rock)        | 21        |